# Llanero

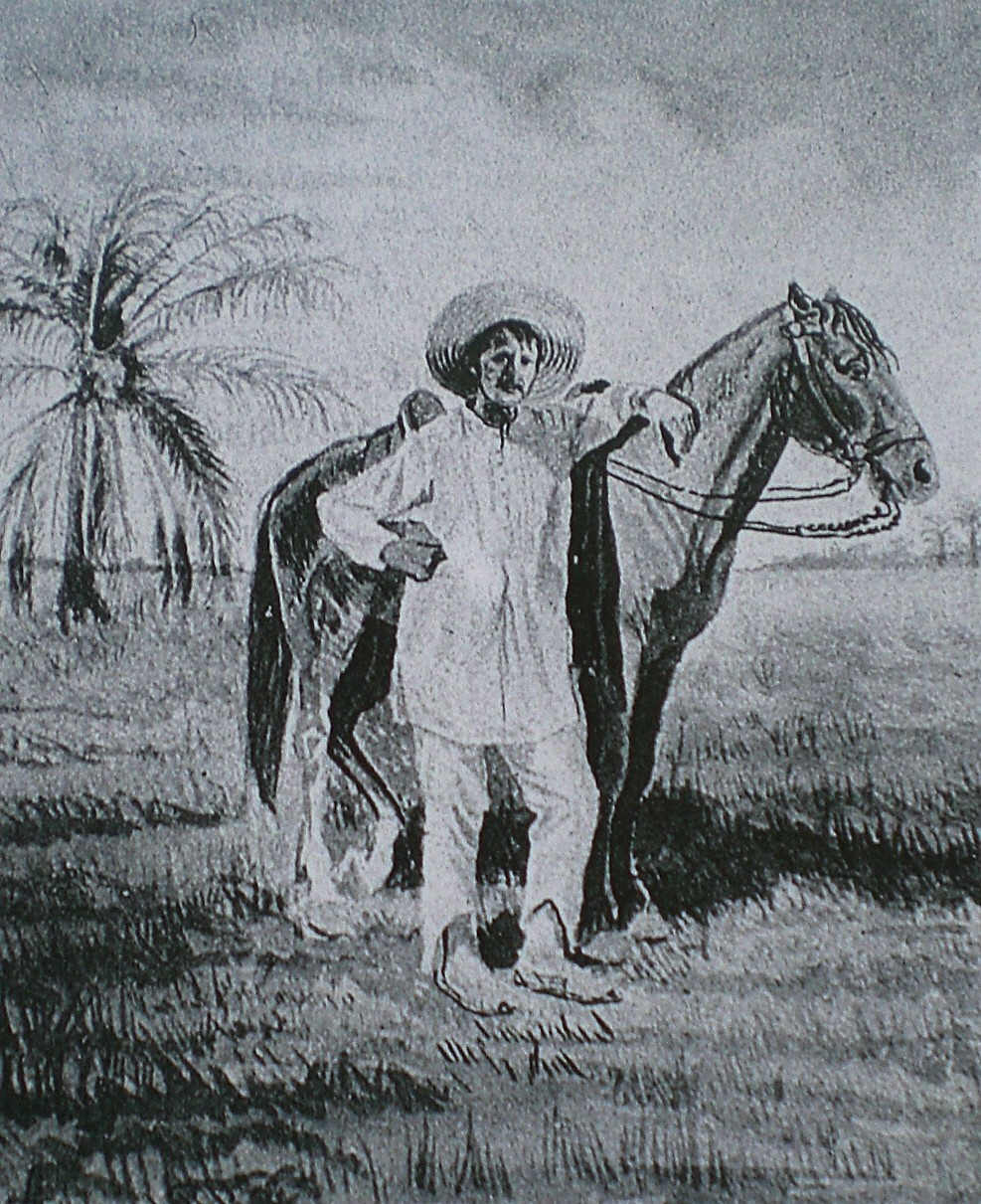
Llanero veneçolà del.

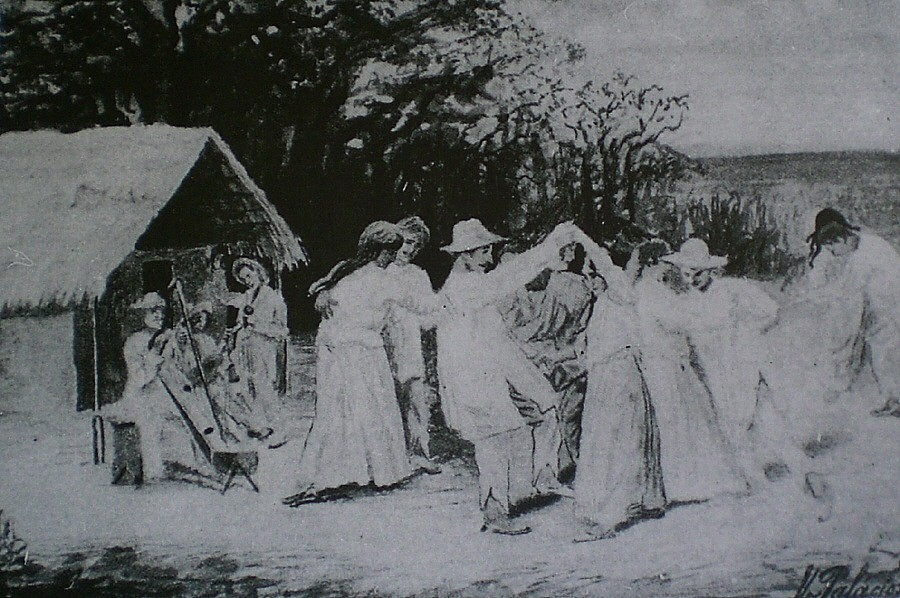
Ball de joropo en les planes veneçolanes.

El llanero és la persona oriünda dels Llanos de la Zona tropical de la conca del riu Orinoco que comprèn els dos països del nord d'Amèrica del Sud, Veneçuela i Colòmbia. A Veneçuela és coneguda com a Regió dels llanos i a Colòmbia la regió és coneguda com els Llanos Orientales, els Llanos o Orinoquía.

## Història
El llanero, figura comuna als dos països veïns, és comunament identificat amb un genet colombià i/o veneçolà que es dedica en general a cura de bestiar en les grans hisendes ramaderes de la regió. Aquesta ocupació es remunta a l'època colonial, amb l'establiment de les primeres ciutats colonials espanyoles a l'extrem nord d'Amèrica del Sud (Cumaná 1515, Santa Marta 1525, Coro 1527, Maracaibo 1529, Cartagena 1533, Bogotà 1538, La Cotonada 1545 Pamplona 1549, Caracas 1567 Carora 1569) els animals de pasturatge es trobaven fora de control a la intempèrie de les sabanes dels Llanos on es criaven esplèndidament. Actualment 100 anys més tard continuen els grans ramats de cavalls i bestiar.
Els llaneros van tenir un paper decisiu en les èpiques batalles de les guerres d'independència sud-americanes, en batalles com Urica, Las Queseras del Medio, Pantà de Vargas, Boyacá, Batalla de Junin, Batalla d'Ayacucho i Carabobo.
Amb la dissolució de la Gran Colòmbia el 1830 els Llanos van quedar dividits internacionalment; així i tot, la unitat cultural va continuar per mitjà de les manifestacions culturals que els uneixen.

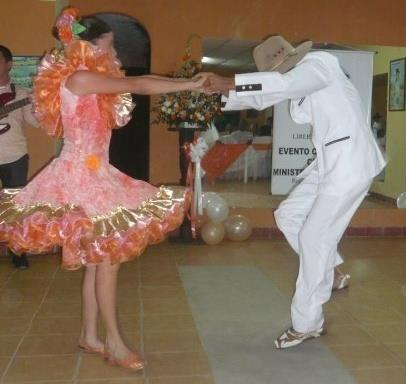
Parella llanera colombiana ballant joropo

L'època de màxim apogeu en els Llanos veneçolans va ser durant mediats i finals del segle xix quan Veneçuela] depenia principalment de la seva ramaderia i agricultura. Quant a Colòmbia, els departaments llaneros van ser catalogats com a territoris nacionals fins al 1959 quan Meta va ser elevat a departament; els altres van ser elevats el 1991 i avui són fonamentals per a l'economia colombiana perquè allí es troben els seus principals jaciments d'hidrocarburs i gran part de la seva riquesa ramadera i agrícola.

## Etimologia
La paraula «llanero» es deriva del Llano, la manera com es coneix generalment la regió en tots dos països i el mateix pot equiparar-se a la figura del gautxo a l'Argentina, Uruguai i Rio Grande do Sul (estat brasiler), a la del huaso a Xile, al cowboy nord-americà el charro mexicà i el qorilazo a Perú de finals del segle xix.

## Cultura
Diverses dècades de sincretisme cultural van donar lloc al que avui es coneix com el folclor i tradicions llaneras; els constants desplaçaments geogràfics d'individus cap a la regió des de l'època de la conquesta fins al dia d'avui, van permetre el sorgiment d'una amalgama de costums que, al costat de les tradicions d'indígenes autòctones, conformen la característica ètnia llanera. Per això, en l'escena cultural existeixen tan variats, com a fascinants manifestacions, representades per la seva dansa i música, el joropo; per les seves obres escrites, el poema llanero; pels seus costums tradicionals, el treball de llano; pel seu esport, el «coleo»; i per les seves festes més populars. Tot això es converteix, llavors, en exponent del brío i la rusticidad de l'ètnia llanera.